# Les Aventures de Kathlyn

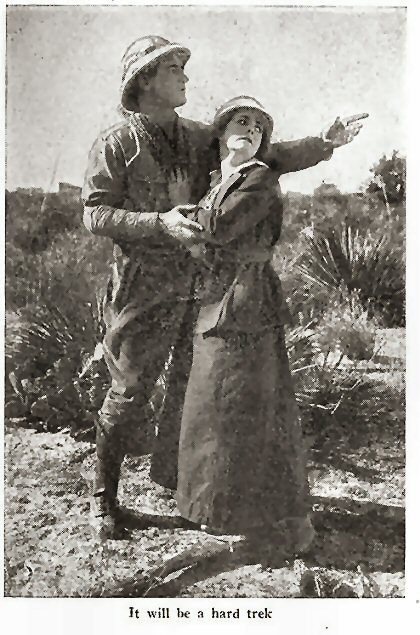
Photo du film.

Les Aventures de Kathlyn (The Adventures of Kathlyn) est un film muet américain réalisé par Francis J. Grandon et sorti en 1916 (une première version étant sortie en 1913).

## Fiche technique
- Titre : Les Aventures de Kathlyn
- Titre original : The Adventures of Kathlyn
- Réalisation : Francis J. Grandon
- Scénario : Gilson Willets, d'après une histoire de Harold McGrath
- Chef-opérateur : Robert L. Carson
- Production : Thomas Parsons, William Nicholas Selig
- Durée : 300 minutes
- Date de sortie : États-Unis : 19 février 1916

## Distribution
- Kathlyn Williams : Kathlyn Hare
- Charles Clary : Prince Umballah
- William Carpenter : Ramabai
- Lafe McKee : Colonel Hare
- Tom Santschi : Bruce
- Goldie Colwell : Pundita
- Franklin Hall : Gundah Singh
- Effie Sackville : Winnie Hare
- Roy Watson : le rajah
- Charles Murphy